# Верейка (лодка)

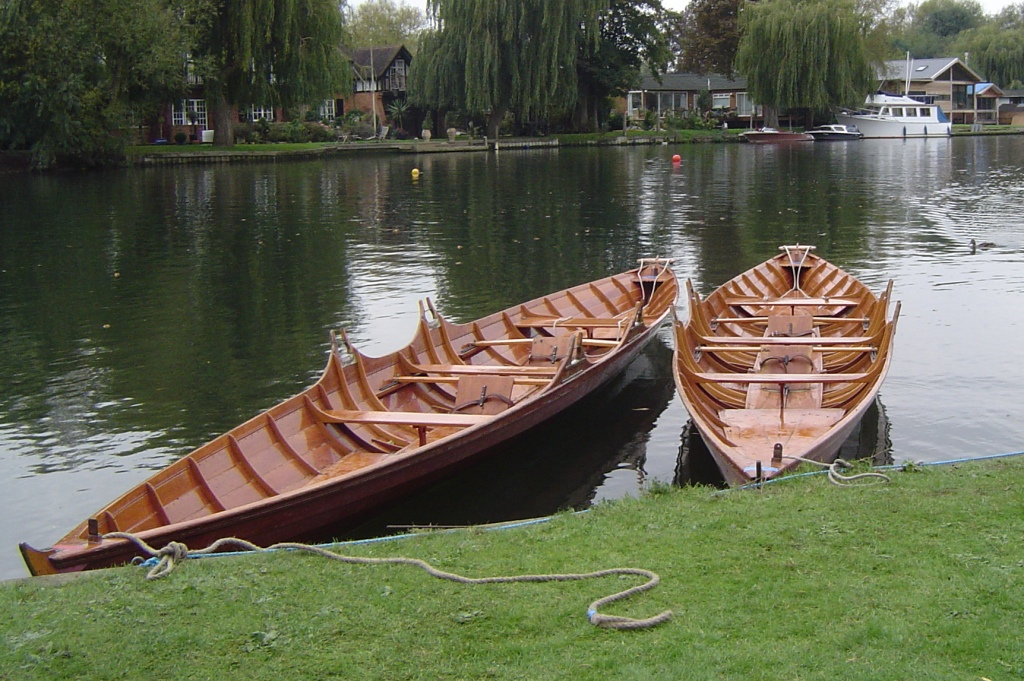
Две верейки на Темзе

Вере́йка (англ. wherry) — тип небольшой узкой лодки, традиционно использовавшейся в Англии для перевозки пассажиров через реки или в гавани. Изначально гребная лодка с распашной греблей — одним веслом. Употребляются также как прогулочные шлюпки. В редких случаях оснащены рангоутом и парусом. Отличается лёгкой и красивой постройкой и скоростью хода на вёслах и под парусами.

## Верейка Петра I
У Петра Великого была четырёхвесельная лодка-верейка с рулём и багром. Она была сделана в Казани и приведена в Астрахань в 1722 году, в числе судов флотилии, предназначавшихся для похода в Персию. До революции хранилась в бывшем астраханском порту, в особом каменном здании.